# Xande Silva
Alexandre Nascimento Costa Silva, meglio conosciuto come Xande Silva (Lisbona, 16 marzo 1997), è un calciatore portoghese attaccante dell'Hapoel Tel Aviv.

## Biografia
È figlio dell'ex calciatore angolano Quinzinho, scomparso nel 2019.

## Carriera

### Club
Cresciuto nelle giovanili del Vitória Guimarães, debutta con la prima squadra il 17 maggio 2015 nel match pareggiato 0-0 contro il Benfica.

### Nazionale
Partecipa con la nazionale Under-20 portoghese al campionato mondiale del 2017 di categoria.

## Statistiche

### Presenze e reti nei club
Statistiche aggiornate al 2 febbraio 2023.
| Stagione                 | Squadra                  | Campionato               | Campionato | Campionato | Coppe nazionali | Coppe nazionali | Coppe nazionali | Coppe continentali | Coppe continentali | Coppe continentali | Altre coppe | Altre coppe | Altre coppe | Totale | Totale |
| Stagione                 | Squadra                  | Comp                     | Pres       | Reti       | Comp            | Pres            | Reti            | Comp               | Pres               | Reti               | Comp        | Pres        | Reti        | Pres   | Reti   |
| ------------------------ | ------------------------ | ------------------------ | ---------- | ---------- | --------------- | --------------- | --------------- | ------------------ | ------------------ | ------------------ | ----------- | ----------- | ----------- | ------ | ------ |
| 2014-2015                | Vitória Guimarães        | PL                       | 1          | 0          | TP+TL           | 0               | 0               |                    | -                  | -                  |             | -           | -           | 1      | 0      |
| 2015-2016                | Vitória Guimarães        | PL                       | 20         | 1          | TP+TL           | 0               | 0               |                    | -                  | -                  |             | -           | -           | 20     | 1      |
| 2016-2017                | Vitória Guimarães        | PL                       | 4          | 0          | TP+TL           | 1+1             | 0               |                    | -                  | -                  |             | -           | -           | 6      | 0      |
| 2017-gen. 2018           | Vitória Guimarães        | PL                       | 1          | 0          | TP+TL           | 0               | 0               |                    | -                  | -                  | SP          | 1           | 0           | 2      | 0      |
| Totale Vitória Guimarães | Totale Vitória Guimarães | Totale Vitória Guimarães | 26         | 1          |                 | 2               | 0               |                    | -                  | -                  |             | 1           | 0           | 29     | 1      |
| 2018-2019                | West Ham Utd             | PL                       | 1          | 0          | FACup+CdL       | 0               | 0               |                    | -                  | -                  |             | -           | -           | 1      | 0      |
| 2019-2020                | West Ham Utd             | PL                       | 0          | 0          | FACup+CdL       | 0               | 0               |                    | -                  | -                  |             | -           | -           | 0      | 0      |
| Totale Vitória Guimarães | Totale Vitória Guimarães | Totale Vitória Guimarães | 1          | 0          |                 | -               | -               |                    | -                  | -                  |             | -           | -           | 1      | 0      |
| 2020-2021                | Arīs Salonicco           | SL                       | 21+8       | 3+1        | CG              | 4               | 0               |                    | -                  | -                  |             | -           | -           | 33     | 4      |
| 2021-2022                | Nottingham Forest        | FLC                      | 8          | 0          | FACup           | 2               | 0               | -                  | -                  | -                  | -           | -           | -           | 10     | 0      |
| 2022-2023                | Digione                  | L2                       | 32         | 6          | CF              | 0               | 0               |                    | -                  | -                  |             | -           | -           | 32     | 6      |
| 2023                     | Atlanta United           | MLS                      | 10+3       | 2+2        | USOC            | 0               | 0               | -                  | -                  | -                  | -           | -           | -           | 13     | 4      |
| 2024                     | Atlanta United           | MLS                      | 23+3       | 2+1        | USOC            | 1               | 0               | -                  | -                  | -                  | LC          | 2           | 0           | 29     | 3      |
| Totale Atlanta United    | Totale Atlanta United    | Totale Atlanta United    | 33+6       | 4+3        |                 | 1               | 0               |                    | -                  | -                  |             | 2           | 0           | 42     | 7      |
| Totale carriera          | Totale carriera          | Totale carriera          | 135        | 18         |                 | 9               | 0               |                    | -                  | -                  |             | 3           | 0           | 147    | 18     |